# 胡荣 (光禄寺卿)
胡荣（?—?），山东承宣布政使司济宁人，明朝政治人物、外戚。

## 生平
明太祖洪武年间他的长女入宫为宫中女官，任锦衣卫百户。
明成祖永乐十五年（1417年），他的第三女胡善祥为皇太孙朱瞻基的太孙妃，他被升为光禄寺卿。其子胡安为府军前卫指挥佥事。专侍奉太孙，不管其他的事情。后来朱瞻基即位为明宣宗，胡善祥为皇后。
宣德三年（1428年）胡善祥被废，胡氏家族衰落。